# Los Angeles Galaxy 2002
Questa voce raccoglie le informazioni riguardanti il Los Angeles Galaxy nelle competizioni ufficiali della stagione 2002.

## Stagione
Nella stagione 2003, la squadra californiana termina al primo posto la stagione regolare vincendo il secondo Supporters' Shield e qualificandosi ai play-off in cui arriva fino alla finale e batte il N.E. Revolution, conquistando la prima MLS Cup della propria storia. In coppa nazionale arriva in finale ma viene sconfitta dal Columbus Crew.

## Organico
Di seguito la rosa aggiornata al 26 marzo 2002.

### Rosa 2002
| N. |                           | Ruolo | Calciatore            |
| -- | ------------------------- | ----- | --------------------- |
| 1  | Stati Uniti (bandiera)    | P     | Matt Reis             |
| 2  | Turks e Caicos (bandiera) | A     | Gavin Glinton         |
| 4  | Stati Uniti (bandiera)    | D     | Adam Frye             |
| 5  | Stati Uniti (bandiera)    | D     | Chris Albright        |
| 6  | Stati Uniti (bandiera)    | D     | Craig Waibel          |
| 8  | Stati Uniti (bandiera)    | C     | Peter Vagenas         |
| 9  | Stati Uniti (bandiera)    | A     | Brian Mullan          |
| 10 | El Salvador (bandiera)    | A     | Mauricio Cienfuegos   |
| 11 | Stati Uniti (bandiera)    | A     | Sasha Victorine       |
| 12 | Nuova Zelanda (bandiera)  | C     | Simon Elliott         |
| 13 | Stati Uniti (bandiera)    | A     | Cobi Jones (capitano) |

| N. |                                      | Ruolo | Calciatore            |
| -- | ------------------------------------ | ----- | --------------------- |
| 14 | Giamaica (bandiera)                  | D     | Tyrone Marshall       |
| 15 | Venezuela (bandiera)                 | A     | Alejandro Moreno      |
| 16 | Stati Uniti (bandiera)               | C     | Alex Bengard          |
| 17 | Saint Vincent e Grenadine (bandiera) | D     | Ezra Hendrickson      |
| 18 | Messico (bandiera)                   | C     | Jesús Ochoa           |
| 19 | Giamaica (bandiera)                  | C     | Winston Griffiths     |
| 20 | Guatemala (bandiera)                 | A     | Carlos Ruiz           |
| 22 | Stati Uniti (bandiera)               | P     | Kevin Hartman         |
| 23 | Stati Uniti (bandiera)               | D     | Danny Califf          |
| 30 | Stati Uniti (bandiera)               | D     | Alexi Lalas           |
|    | Stati Uniti (bandiera)               | A     | McKinley Tennyson Jr. |